# Куп победника купова у фудбалу 1980/81.
Куп победника купова 1980/1981. је било двадесетпрво издање клупског фудбалског такмичења које је организовала УЕФА.
Такмичење је трајало од септембра 1980. дo 13. маја 1981. године. Динамо Тбилиси је у финалу био успешнији од Карл Цајс Јене и освојио први трофеј Купа победника купова. Финална утакмица одиграна је на Рајн стадиону у Диселдорфу. Најбољи стрелац такмичења био је нападач Вест Хем јунајтеда Дејвид Крос  са 6 постигнутих голова.

## Резултати

### Прелиминарна рунда
| Меч | Клуб   | Држава  | укупан рез. | Држава      | Клуб        | 1. утак. | 2. утак. |
| --- | ------ | ------- | ----------- | ----------- | ----------- | -------- | -------- |
| 1   | Селтик | Шкотска | 7:2         | Мађарска    | Диошђер ВТК | 6:0      | 1:2      |
| 2   | Алтај  | Турска  | 0:4         | Португалија | Бенфика     | 0:0      | 0:4      |

### Први круг
| Меч | Клуб              | Држава          | укупан рез. | Држава          | Клуб                 | 1. утак. | 2. утак.    |
| --- | ----------------- | --------------- | ----------- | --------------- | -------------------- | -------- | ----------- |
| 1   | Кастиља           | Шпанија         | 4:6         | Енглеска        | Вест Хем јунајтед    | 3:1      | 1:5(п.с.н.) |
| 2   | Селтик            | Шкотска         | 2:2(п.г.г.) | Румунија        | Политехника Темишвар | 2:1      | 0:1         |
| 3   | Хибернијанс       | Малта           | 1:4         | Ирска           | Вотерфорд            | 1:0      | 0:4         |
| 4   | Костур            | Грчка           | 0:2         | СССР            | Динамо Тбилиси       | 0:0      | 0:2         |
| 5   | Славија Софија    | Бугарска        | 3:2         | Пољска          | Легија Варшава       | 3:1      | 0:1         |
| 6   | Хвидовре          | Данска          | 3:0         | Исланд          | Фрам                 | 1:0      | 2:0         |
| 7   | Илвес             | Финска          | 3:7         | Холандија       | Фајенорд Ротердам    | 1:3      | 2:4         |
| 8   | Рома              | Италија         | 3:4         | Источна Немачка | Карл Цајс Јена       | 3:0      | 0:4         |
| 9   | Валенсија         | Шпанија         | 5:3         | Француска       | Монако               | 2:0      | 3:3         |
| 10  | Сион              | Швајцарска      | 1:3         | Норвешка        | Хавар                | 1:1      | 0:2         |
| 11  | Њупорт каунти     | Велс            | 4:0         | Северна Ирска   | Крусејдерс           | 4:0      | 0:0         |
| 12  | Омонија           | Кипар           | 1:7         | Белгија         | Ватерсхеи Тор Генк   | 1:3      | 0:4         |
| 13  | Фортуна Диселдорф | Западна Немачка | 8:0         | Аустрија        | Аустрија Салцбург    | 5:0      | 3:0         |
| 14  | Малме             | Шведска         | 1:0         | Албанија        | Партизани            | 1:0      | 0:0         |
| 15  | Спора Луксембург  | Луксембург      | 0:12        | Чехословачка    | Спарта Праг          | 0:6      | 0:6         |
| 16  | Динамо Загреб     | СФРЈ            | 0:2         | Португалија     | Бенфика              | 0:0      | 0:2         |

### Други круг
| Меч | Клуб               | Држава          | укупан рез. | Држава          | Клуб                 | 1. утак. | 2. утак. |
| --- | ------------------ | --------------- | ----------- | --------------- | -------------------- | -------- | -------- |
| 1   | Вест Хем јунајтед  | Енглеска        | 4:1         | Румунија        | Политехника Темишвар | 4:0      | 0:1      |
| 2   | Вотерфорд          | Ирска           | 0:5         | СССР            | Динамо Тбилиси       | 0:1      | 0:4      |
| 3   | Спарта Праг        | Чехословачка    | 2:3         | Бугарска        | Славија Софија       | 2:0      | 0:3      |
| 4   | Хвидовре           | Данска          | 1:3         | Холандија       | Фајенорд Ротердам    | 1:2      | 0:1      |
| 5   | Карл Цајс Јена     | Западна Немачка | 3:2         | Шпанија         | Валенсија            | 3:1      | 0:1      |
| 6   | Хавар              | Норвешка        | 0:6         | Велс            | Њупорт каунти        | 0:0      | 0:6      |
| 7   | Ватерсхеи Тор Генк | Белгија         | 0:1         | Западна Немачка | Фортуна Диселдорф    | 0:0      | 0:1      |
| 8   | Малме              | Шведска         | 1:2         | Португалија     | Бенфика              | 1:0      | 0:2      |

### Четвртфинале
| Меч | Клуб              | Држава          | укупан рез. | Држава          | Клуб              | 1. утак. | 2. утак. |
| --- | ----------------- | --------------- | ----------- | --------------- | ----------------- | -------- | -------- |
| 1   | Вест Хем јунајтед | Енглеска        | 2:4         | Совјетски Савез | Динамо Тбилиси    | 1:4      | 1:0      |
| 2   | Славија Софија    | Бугарска        | 3:6         | Холандија       | Фајенорд Ротердам | 3:2      | 0:4      |
| 3   | Карл Цајс Јена    | Источна Немачка | 3:2         | Велс            | Њупорт каунти     | 2:2      | 1:0      |
| 4   | Фортуна Диселдорф | Западна Немачка | 2:3         | Португалија     | Бенфика           | 2:2      | 0:1      |

### Полуфинале
| Меч | Клуб           | Држава          | укупан рез. | Држава      | Клуб              | 1. утак. | 2. утак. |
| --- | -------------- | --------------- | ----------- | ----------- | ----------------- | -------- | -------- |
| 1   | Динамо Тбилиси | Совјетски Савез | 3:2         | Холандија   | Фајенорд Ротердам | 3:0      | 0:2      |
| 2   | Карл Цајс Јена | Источна Немачка | 2:1         | Португалија | Бенфика           | 2:0      | 0:1      |

### Финале
| Меч | Клуб           | Држава | укупан рез. | Држава          | Клуб           |
| --- | -------------- | ------ | ----------- | --------------- | -------------- |
| 1   | Динамо Тбилиси | СССР   | 2:1         | Источна Немачка | Карл Цајс Јена |

| Освајач Купа победника купова у фудбалу 1980/81. |
| ------------------------------------------------ |
| Динамо Тбилиси 1. Титула                         |